# Trial by Fire - Live in Leningrad
Trial By Fire è un album dal vivo di Yngwie J. Malmsteen registrato a Leningrado nell'ottobre 1989.

## Tracce
1. Liar – 3:56 –  (Yngwie J. Malmsteen)
2. Queen in Love – 3:55 –  (Yngwie J. Malmsteen)
3. Déjà Vu – 4:05 –  (Joe Lynn Turner, Malmsteen)
4. Far Beyond The Sun – 8:17 –  (Yngwie J. Malmsteen)
5. Heaven Tonight – 4:27 –  (Turner, Malmsteen)
6. Dreaming (Tell Me) – 6:34 –  (Turner, Malmsteen)
7. You Don't Remember I'll Never Forget – 6:04 –  (Yngwie J. Malmsteen)
8. Guitar Solo (Trilogy Suite Op: 5/Spasebo Blues) – 10:16 –  (Yngwie J. Malmsteen)
9. Crystal Ball – 6:03 –  (Malmsteen, Turner)
10. Black Star – 6:09 –  (Yngwie J. Malmsteen)
11. Spanish Castle Magic – 6:44 –  (Jimi Hendrix)

Nella versione LP non era compreso il brano Crystal Ball ed il brano Spanish Castle Magic sfumava all'inizio dell'assolo finale (a circa 4' e 30"). 

## Formazione
- Yngwie J. Malmsteen - chitarra
- Joe Lynn Turner - voce
- Barry Dunaway - basso
- Jens Johansson - tastiere
- Anders Johansson - batteria